# Servicio de Biodiversidad y Áreas Protegidas
El Servicio de Biodiversidad y Áreas Protegidas (abreviado SBAP) es un servicio público chileno creado por medio de la Ley Nº21.600, el cual tiene como objetivo la conservación de la biodiversidad dentro del territorio nacional, a través de la gestión de políticas públicas para la preservación, restauración y uso sustentable de genes, especies y ecosistemas.
La institución, que posee un carácter descentralizado, personalidad jurídica y patrimonio propio, está sometido a la supervigilancia del Presidente de la República a través del Ministerio del Medio Ambiente, y cuyos cargos directivos son provistos de acuerdo al sistema de Alta Dirección Pública. El 23 de abril de 2024 asumió como Directora Nacional Patricia Ibáñez.

## Historia

### Antecedentes
Originalmente, la Ley sobre Bases Generales del Medio Ambiente (LBGMA) aprobada en 1994 contaba con los artículos 34, 35 y 36 que procedía a crear y regular el Sistema Nacional de Áreas Silvestres Protegidas, y que sin embargo jamás llegó a ser creada y en su lugar se configuró a la Corporación Nacional Forestal, para tener las competencias que correspondían a este servicio. Desde entonces ningún gobierno de turno se encargó de regularizar la situación.

### Discusión de la ley
Luego de la aprobación de la reforma a la LBGMA en 2010, durante el primer gobierno del presidente Sebastián Piñera se presentó el 26 de enero de 2011 el proyecto de ley que crea el «Servicio de Biodiversidad y Áreas Protegidas» (SBAP) y el «Servicio Nacional de Áreas Protegidas» (SNAP). Este proyecto de ley se mantuvo en primer trámite dentro del Senado, donde nunca entró a discusión en comisión, aun cuando se retiraba y se hacía presente la urgencia simple del proyecto. Luego de entrar en un hiato por 3 años, el 18 de junio de 2014 la presidenta Michelle Bachelet retiró el proyecto desde el congreso. En su lugar, la presidenta presenta por medio de mensaje un nuevo proyecto de ley que crea el SNAP y SBAP. Debido a la lentitud con la cual el proyecto de ley estaba siendo tramitado, la presidenta retiró y presentó un nuevo mensaje el mismo día, que crea el SNAP y SBAP; todo esto con el fin de acelerar el proceso legislativo introduciendo propuestas con las modificaciones que los especialistas en el tema señalaron como importantes.
El 6 de enero de 2015 se presentó el primer informe de la Comisión de Medio Ambiente y Bienes Nacionales del Senado, precedida por los senadores Alejandro García-Huidobro Sanfuentes, Alejandro Navarro Brain, Jorge Pizarro Soto y Alfonso de Urresti Longton, luego de oír los comentarios de tres ministerios y sus departamentos, el Instituto de Investigaciones Agropecuarias, el Tercer Tribunal Medioambiental, la CONAF y sindicatos de trabajadores y guardaparques, 22 organizaciones e investigadores, dos organizaciones de representación indígena, la Biblioteca del Congreso Nacional, asesores parlamentarios y una consultora ambiental.
El proyecto de ley es aprobado por la comisión para pasar a discusión general, que es aprobado en la sala del Senado el 4 de marzo de 2015. Se dejan dos meses para presentar indicaciones al proyecto. Sin embargo, el proyecto recibió tres fechas para presentar indicaciones, la última el 12 de junio de 2017. Los senadores y el gobierno presentaron 1254 indicaciones al proyecto de ley; para hacer una comparación, la ley N° 20.417 que reformó la LBGMA —que ordena todo el proceso de protección ambiental estatal— tuvo solamente 1050 indicaciones en todo su proceso legislativo.
Con este procedimiento, el proyecto de ley ingresó nuevamente a la Comisión de Medio Ambiente y Bienes Nacionales del Senado, esta vez para su discusión en particular, donde se analizó el contenido del proyecto de ley detalladamente. El segundo informe de la comisión inició con las discusiones el 29 de noviembre de 2016 y terminó el 21 de noviembre de 2017, y es presentado el 23 de noviembre del mismo año, dos años y nueve meses después desde que fue aprobado en sala. Este informe revisó cada una de las indicaciones para considerar su rechazo, discusión y votación al proyecto de ley. El mismo 23 de noviembre el proyecto pasó a la comisión de Hacienda del Senado, como fue acordado en sala, bajo el argumento de que la aprobación del proyecto implicaba la creación de nuevos agentes estatales, que debían ser financiados y organizados por el Ministerio de Hacienda.
El 20 de marzo de 2019 se discutió en particular en la sala del Senado. Debido a conflictos relacionados con los trabajadores forestales, ese mismo día se aprobó permitir a la Comisión de Trabajo y Previsión Social tratar, mediante un informe complementario, las normas laborales de la iniciativa. Se presentó el informe respectivo. El 23 y 24 de julio de 2019 se realizó la votación en particular del proyecto de ley.
Cinco años y un mes después de su ingreso al senado, el proyecto de ley ingresó al segundo trámite constitucional, pasando a la Comisión de Medio Ambiente y Recursos Naturales; a la Comisión de Agricultura, Silvicultura y Desarrollo Rural, y a la Comisión de Hacienda de la Cámara de Diputadas y Diputados. Desde el 6 de agosto de 2019 el proyecto se mantiene en revisión general. Los siguientes años el proyecto de ley tuvo pausada su discusión debido a las incertidubres laborales para los trabajadores de este rubro.

### CONAF y trabajadores públicos

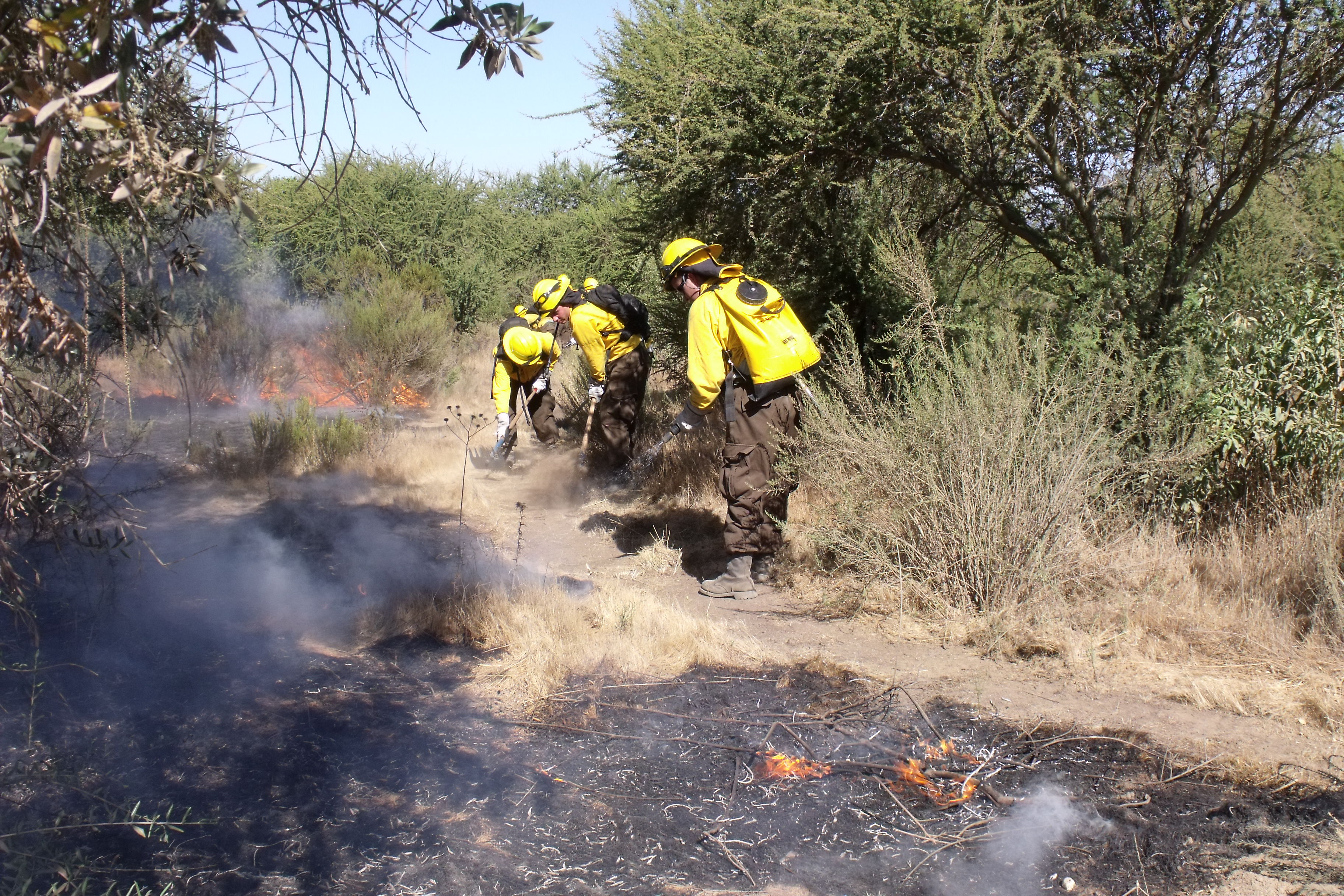
Brigadistas CONAF construyendo un cortafuegos (2010).

Durante la discusión parlamentaria, la discusión política que crearía el Servicio Nacional de Biodiversidad y Áreas Protegidas provocaron acerca del futuro de la Corporación Nacional Forestal, que hasta ese entonces se encargaba del manejo de las áreas protegidas de Chile. Aunque la transformación de CONAF en servicios públicos era una demanda histórica, desde 2019 las asociaciones de trabajadores manifestaron preocupación por las condiciones del traspaso laboral y la redefinición del rol institucional de la corporación. De este modo, tras medio siglo de historia, esta nueva ley estaba por cambiar muchas de las funciones de la corporación.
Un eje central del conflicto fue el temor de los empleados a que la creación del SBAP “despedazara” a CONAF. En efecto, la ley divide a la corporación en dos nuevos servicios públicos: el SBAP, bajo el Ministerio del Medio Ambiente, encargado de las áreas protegidas; y un futuro Servicio Nacional Forestal (SERNAFOR) bajo el Ministerio de Agricultura. Los trabajadores cuestionaban que esta separación debilitara el rol institucional de CONAF, quitándole atribuciones históricas en la administración de parques nacionales. Por ejemplo, advertían que funciones clave como la declaración de bosques degradados pasaban al SBAP, reduciendo las competencias del nuevo Servicio Forestal y su capacidad de gestión. “No queremos que se nos quiten esas atribuciones… esta decisión no es beneficiosa”, enfatizó un director regional de CONAF durante el debate. En el Congreso esto derivó en disputas sobre las potestades de cada servicio: la Cámara de Diputados inicialmente limitó el rol de SERNAFOR en áreas degradadas, pero en comisión mixta prevaleció la postura del Senado de mantener informes “vinculantes” del SERNAFOR en esa materia, atendiendo en parte la preocupación de no vaciar atribuciones forestales.
Otro punto de desacuerdo era el traspaso e inestabilidad laboral, ya que el paso desde una corporación de derecho privado al aparato público provoca incertidumbres asociadas a la falta de garantías sobre antigüedad, sueldos y derechos adquiridos, y además desde los trabajadores se rechazaron normas que permitían nuevas causales de despido y sistemas de evaluación no acordados. Por último, tanto trabajadores como organizaciones ambientales alertaron sobre un financiamiento inicial insuficiente para el SBAP, que podría traducirse en despidos o precarización laboral.
La Federación Nacional de Sindicatos de CONAF (FENASIC), el Sindicato Nacional de Profesionales (SINAPROF) y el Consejo de Guardaparques adoptaron una postura crítica pero propositiva. Si bien apoyaban la creación del SBAP, exigían que el proceso no perjudicara a los trabajadores. Denunciaron un diseño institucional sin participación de quienes administraban las áreas protegidas y realizaron exposiciones en el Congreso, movilizaciones y paros.

#### Posteriores avances parciales y cambio de gobierno
El proyecto continuó su trámite en comisiones durante 2021, afinando detalles. La Comisión de Medio Ambiente de la Cámara introdujo mejoras (por ejemplo, corrigió disposiciones medioambientales sobre concesiones en parques). Algunas de estas modificaciones fueron revertidas por la Comisión de Agricultura en agosto de 2022.
El gobierno de Gabriel Boric, iniciado en marzo de 2022, declaró prioritaria la promulgación de la Ley de Biodiversidad. El Ministerio del Medio Ambiente intensificó el diálogo con los trabajadores de CONAF, estableciendo mesas técnicas entre 2022 y 2023 para discutir normas laborales.
En noviembre de 2022, los sindicatos de CONAF convocaron un paro indefinido a nivel nacional. Entre los acuerdos alcanzados para levantar la movilización, se incluyeron mejoras salariales y aumentos de grado para guardaparques.
El 24 de enero de 2023, la Cámara de Diputados aprobó el proyecto de ley con 131 votos a favor.
Durante los primeros meses de 2023, la Comisión Mixta resolvió aspectos pendientes como las concesiones industriales en áreas protegidas y la distribución de atribuciones entre el SBAP y el futuro Servicio Nacional Forestal.

### Aprobación
El proyecto fue despachado y publicado como Ley 21.600 el 6 de septiembre de 2023. El Ejecutivo subrayó que el SBAP nacería con una dotación de personal duplicada respecto a la que CONAF destinaba previamente a las áreas protegidas.
Posterior a la aprobación, los cerca de 3.500 funcionarios de CONAF permanecen bajo la entidad actual durante la transición. La ley establece que todos ellos serán traspasados ya sea al SBAP o al SERNAFOR, según sus funciones (áreas protegidas al SBAP; el resto al nuevo servicio forestal). El gobierno se comprometió públicamente a “garantizar la continuidad laboral y los beneficios que actualmente tienen los trabajadores” durante este proceso. Esto implica respetar antigüedades, sueldos y condiciones pactadas, de modo que nadie pierda su empleo por la entrada en vigencia de la ley.

### Inicio de funciones

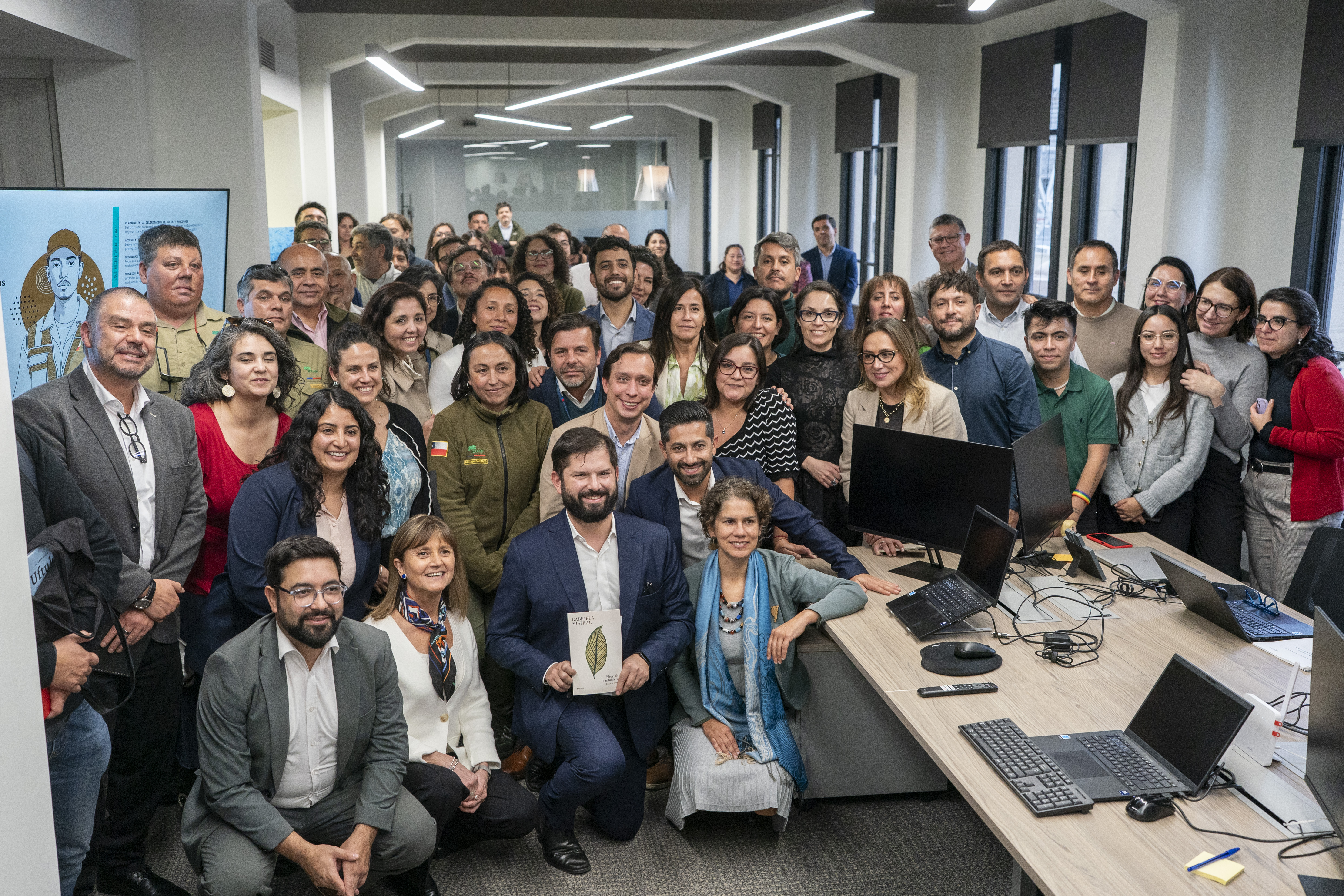
Funcionarios del Servicio de Biodiversidad y Áreas Protegidas (2025).

En diciembre de 2023 se hace una reforma a la ley para incorporar la responsabilidad del presidente para definir la primera persona que accederá al cargo y sobre el presupuesto de su sueldo hasta la entrada en funciones del SBAP.
Durante octubre de 2023, el gobierno pone en marcha las operaciones del SBAP. Para abril de 2024 el presidente Boric nombra a Patricia Ibañez como la primera Directora Nacional del SBAP.
En abril de 2025 se inauguran las oficinas del SBAP en calle Nueva York, Santiago.

## Funciones

### Servicio de Biodiversidad y Áreas Protegidas (SBAP)
La Ley N.º 21.600 crea el Servicio de Biodiversidad y Áreas Protegidas (SBAP), organismo funcionalmente descentralizado, con personalidad jurídica y patrimonio propio, sujeto a la supervigilancia del Presidente de la República a través del Ministerio del Medio Ambiente. Tendrá presencia territorial mediante direcciones regionales, y eventualmente oficinas provinciales o locales.

#### Funciones principales del SBAP

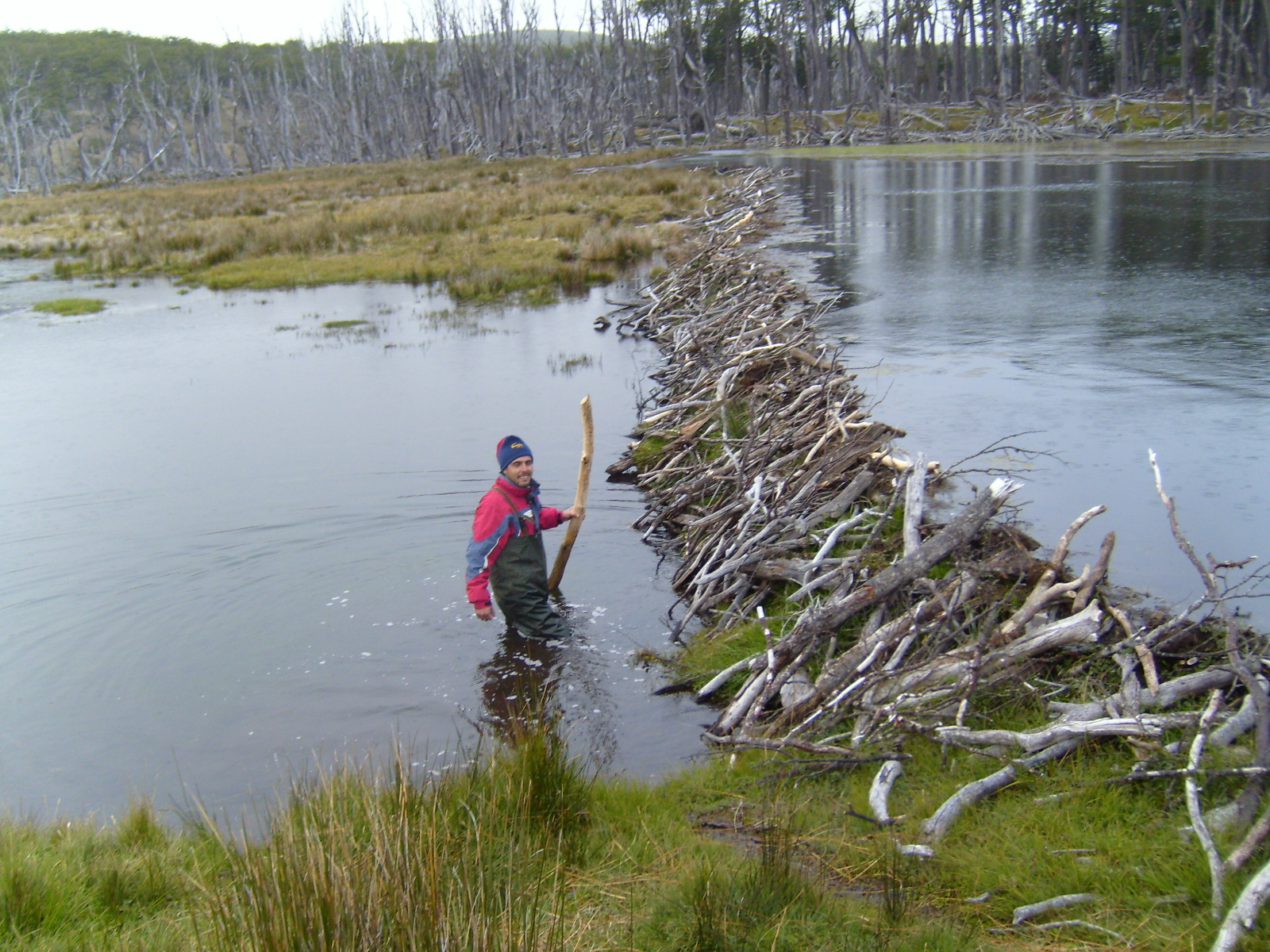
Una represa de castores —especie exótica invasora— en Tierra del Fuego, Chile.

- Ejecutar políticas, planes y programas para la conservación de la biodiversidad definidos en la Ley N.º 19.300.
- Administrar el Sistema Nacional de Áreas Protegidas y las áreas protegidas del Estado, y supervisar las privadas.
- Coordinar redes de monitoreo de biodiversidad y administrar un Sistema de Información de la Biodiversidad.
- Desarrollar y fiscalizar planes de conservación, restauración ecológica y control de especies exóticas invasoras.
- Apoyar acciones de conservación ex situ (bancos de germoplasma, jardines botánicos, etc.).
- Administrar el Fondo Nacional de la Biodiversidad.
- Aplicar normas sobre rescate, rehabilitación y reinserción de fauna nativa.
- Fiscalizar leyes sectoriales en el ámbito de áreas protegidas (pesca, caza, bosque nativo, etc.).
- Promover educación ambiental, certificación de prácticas sustentables y contratos de servicios ecosistémicos.
- Participar en evaluaciones de impacto ambiental y otorgar certificados por contribución a la biodiversidad.
- Establecer alianzas con organismos públicos y privados para la conservación de la biodiversidad.[35]

#### Estructura organizativa del SBAP
- Dirección Nacional: autoridad máxima, designada por Alta Dirección Pública. Tiene atribuciones legales, administrativas y de representación.
- Direcciones Regionales: responsables de la gestión territorial del servicio.
- Comité Científico Asesor: organismo consultivo compuesto por nueve expertos, con representación regional, que asesora técnicamente al SBAP en materias científicas y de conservación.[35]

### Sistema Nacional de Áreas Protegidas
Junto con la creación del SBAP, la ley establece formalmente el Sistema Nacional de Áreas Protegidas, conformado por:
- Áreas protegidas del Estado.
- Áreas protegidas privadas reconocidas por el SBAP.
- Zonas de amortiguación y corredores biológicos.
- Instrumentos de manejo integrados como planes de manejo, planes de conservación y restauración.

Este sistema será gestionado por el SBAP y reemplaza la administración previamente a cargo de CONAF en las áreas silvestres protegidas de propiedad fiscal, cuya implementación será gradual.

### Fondo Nacional de la Biodiversidad
Se crea también el Fondo Nacional de la Biodiversidad, administrado por el SBAP, destinado a financiar proyectos de conservación dentro y fuera de áreas protegidas del Estado. Podrán ser beneficiarios tanto personas naturales como personas jurídicas sin fines de lucro.
El fondo puede financiar actividades como restauración ecológica, monitoreo, investigación, conservación de especies y educación ambiental. Su financiamiento proviene de donaciones, herencias, presupuesto nacional, cooperación internacional y tarifas por acceso a áreas protegidas.

### Fiscalización, infracciones, sanciones y reclamaciones

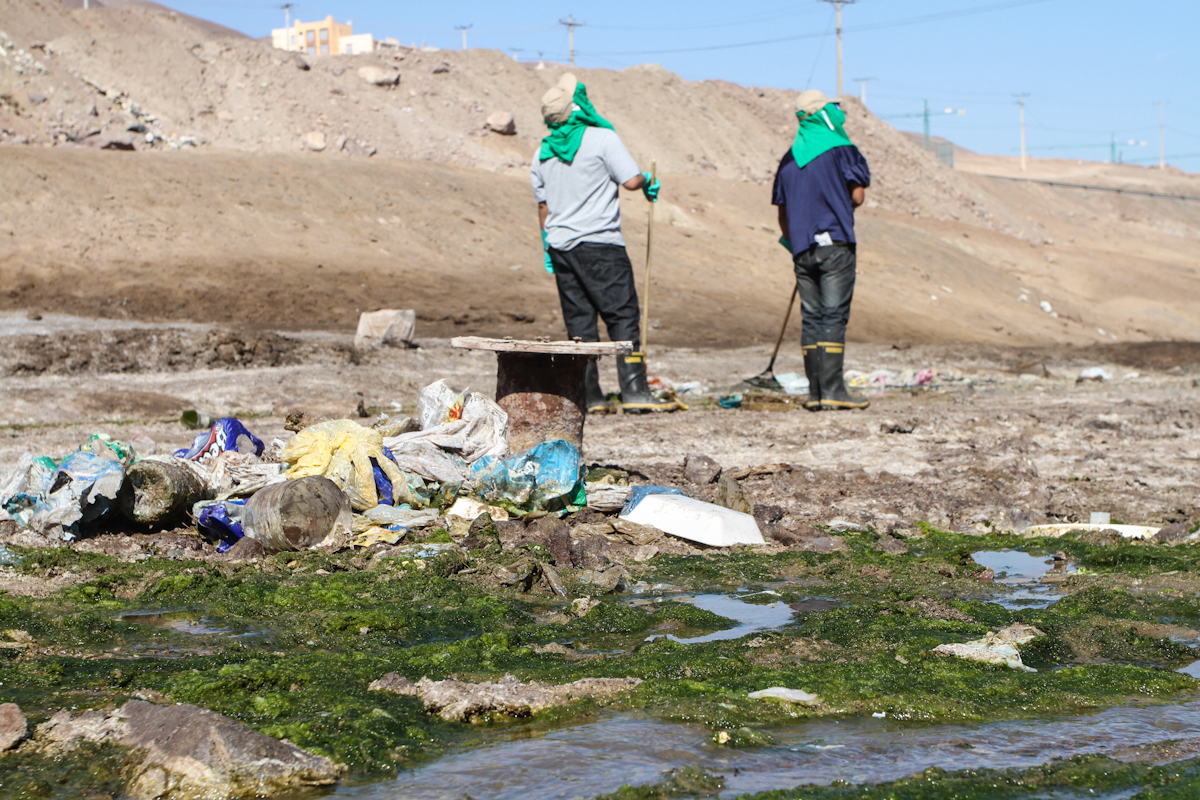
Primera etapa del proceso de limpieza y remoción de basura de la quebrada Carrizo, Antofagasta.

La ley establece un marco jurídico específico para la fiscalización del cumplimiento de las normas sobre conservación de la biodiversidad, así como para sancionar las infracciones correspondientes y regular los mecanismos de reclamación.
En primer lugar, la fiscalización queda a cargo del SBAP, el cual tiene la potestad de supervisar tanto el cumplimiento de los planes de manejo de áreas protegidas como las condiciones establecidas en permisos, concesiones y otras autorizaciones otorgadas por el propio servicio. La función fiscalizadora también se extiende al monitoreo de la ejecución de planes de restauración ecológica, el control de especies exóticas invasoras y la correcta implementación de medidas de conservación fuera de las áreas protegidas, todo ello en coordinación con otros organismos competentes como el Servicio Agrícola y Ganadero (SAG) y el Servicio Nacional de Pesca y Acuicultura (SERNAPESCA). Los funcionarios del SBAP encargados de estas tareas actuarán como ministros de fe y sus actas tendrán valor probatorio legal. Además, la ley permite que el SBAP actúe fuera de las áreas protegidas mediante convenios de encomendamiento con otros servicios públicos.
En lo que respecta a las infracciones, la ley distingue entre aquellas cometidas dentro de áreas protegidas del Estado y aquellas ocurridas fuera de ellas. En las primeras, se considera infracción cualquier acción que contravenga los planes de manejo, la realización de actividades sin la debida autorización, la obstaculización de la labor fiscalizadora o el daño al patrimonio natural o cultural. Fuera de estas áreas, constituyen infracciones los daños a humedales, el incumplimiento de planes de restauración ecológica, el uso indebido de certificaciones emitidas por el SBAP, y la interferencia con los procesos de fiscalización. La ley contempla la responsabilidad solidaria en caso de no poder individualizar a los responsables directos de los hechos y exime de infracción aquellas prácticas derivadas de usos ancestrales de comunidades indígenas, reconociendo su valor cultural y ecológico.

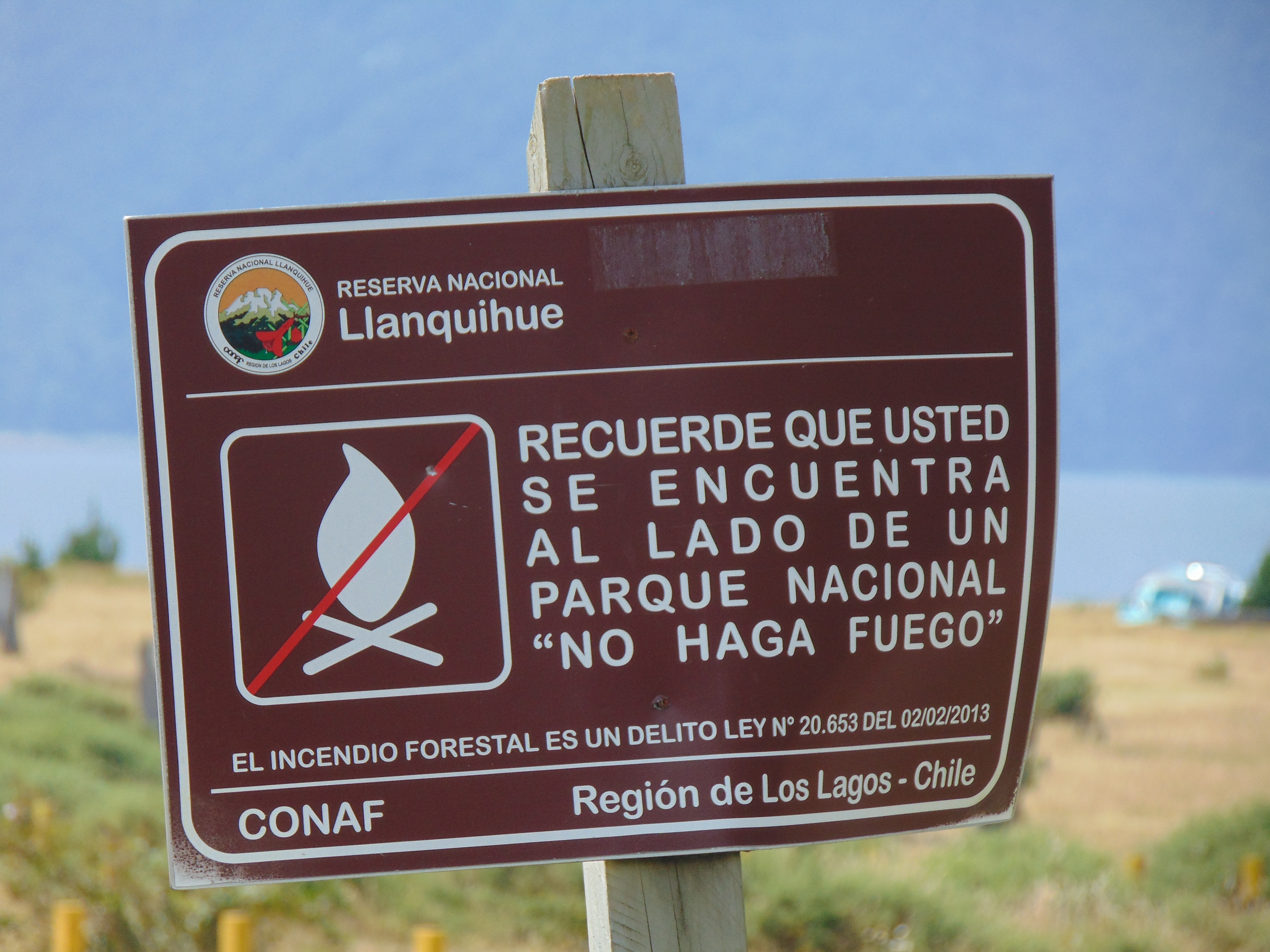
Señalética de no encender fogatas —dónde se señala que un incendio forestal es delito penado por la ley— en Reserva Nacional Llanquihue, Chile (2022).

Las infracciones se clasifican en tres categorías: leves, graves y gravísimas. Las infracciones gravísimas son aquellas que causan daño ambiental irreparable o afectan de forma severa los servicios ecosistémicos; estas pueden ser sancionadas con multas de hasta 15.000 unidades tributarias mensuales (UTM), la caducidad de concesiones, y la prohibición de ingresar a áreas protegidas por hasta quince años. Las infracciones graves suponen daños reparables o afectaciones significativas y pueden acarrear multas de hasta 10.000 UTM, suspensión de permisos y prohibiciones de ingreso por hasta diez años. En tanto, las infracciones leves pueden ser sancionadas con multas de hasta 1.000 UTM o, alternativamente, con la prestación de servicios ambientales, siempre que exista acuerdo entre las partes. Para la determinación de la sanción, el SBAP debe considerar diversos criterios, como la intencionalidad del infractor, sus antecedentes, el daño ocasionado, y el eventual beneficio económico obtenido por la infracción.
El procedimiento sancionador se activa mediante la formulación de cargos por parte del Director Regional del SBAP dentro de los diez días siguientes a la recepción de una denuncia o acta de fiscalización. Un instructor designado es el encargado de llevar adelante el proceso, el cual incluye la presentación de descargos, evaluación de pruebas bajo sana crítica, y la eventual dictación de una resolución sancionatoria o absolutoria. Durante este proceso, el SBAP puede aplicar medidas provisionales, tales como la clausura de instalaciones, el decomiso de especies o la inmovilización de vehículos. También puede emitir actos denominados "disconformidades" cuando se trata de incumplimientos menores que pueden subsanarse sin necesidad de sanciones formales.
En cuanto a las reclamaciones, la ley establece que determinadas resoluciones del SBAP podrán ser impugnadas ante los Tribunales Ambientales. Entre los actos reclamables se incluyen la aplicación de sanciones, la aprobación de planes de conservación o restauración, la creación o modificación de áreas protegidas, y el otorgamiento o rechazo de permisos, concesiones y certificados de biodiversidad. El plazo para interponer estas reclamaciones es de treinta días hábiles y su tramitación se regirá conforme a la Ley N.º 20.600 sobre Tribunales Ambientales.
Finalmente, la ley contempla normas generales como la creación de un Registro Público de Sanciones, que será administrado por el SBAP y contendrá información sobre todas las sanciones aplicadas por el servicio. La prescripción de las infracciones se fija en un plazo de tres años desde que estas se cometan o desde que sus efectos se manifiesten, y dicha prescripción se interrumpe con la formulación de cargos.

## Director Nacional
El o la Director/a Nacional del Servicio de Biodiversidad y Áreas Protegidas es seleccionado por medio del Sistema de Alta Dirección Pública y tiene entre sus funciones ser el representante legal de la institución, distribución de labores y personal en el servicio, así como la coordinación de las operaciones dentro y fuera del SBAP.
| N° | Director Nacional | Director Nacional | Periodo                      | Presidente         |
| -- | ----------------- | ----------------- | ---------------------------- | ------------------ |
| 1  |                   | Patricia Ibáñez   | 23 de abril de 2024-presente | Gabriel Boric Font |